# Magyar Pszichiátriai Társaság
A Magyar Pszichiátriai Társaság 1980-ban alakult. Magyarországon 1933-tól a pszichiátria, a pszichoanalízis egyre inkább háttérbe szorult, 1948-ban beszüntette a politika, csak látens módon élt tovább. Számos előzetes apró munka kellett ahhoz, hogy 1980-ban megalakulhasson a Társaság.

## Története röviden

### Előzmények
Eleinte a Magyar Ideg- és Elmeorvosok Társasága (MIET) keretében próbált létrehozni Kun Miklós egy Pszichiátriai Szekciót, de kezdeményezése kudarcba fulladt. Ezek után Kun Miklós megkereste Dubovitz Dénest, aki korábban minisztériumi osztályvezető, majd az állat-egészségügyi szervezet (OIE) elnöke volt és éppen megalapította a Magyar Rehabilitációs Társaságot, melynek keretében szívesen látott egy Pszichiátriai Szekciót. Ezen Pszichiátriai Szekció lett Goldschmidt Dénes elnökletével a Magyar Pszichiátriai Társaság közvetlen elődje.
Goldschmidt Dénes elnökletével a Pszichiátriai Szekció kutatásokba és összejövetelek szervezésébe kezdett. A Szekció céljai közt szerepelt a neurológiától való teljes függetlenség és nyitás más orvosi szakirányok felé. Első konferenciájukat a kardiológusokkal rendezték 1969-70 körül Balatonfüreden, e konferenciát még igen szerény figyelem kísérte. Annál sikeresebb volt a Klebelsberg-kultúrkúriában, Pesthidegkúton rendezett első kongresszusuk, melynek előadásait számos érdeklődő követte. Tovább folytak a kutatások, az összejövetelek. Az 1970-es évek vége felé Goldschmidt Dénes és Kun Miklós hátrább lépett a vezetésben, a szekció elnöksége újabb vezetőkkel bővült, köztük Szilárd János, Tringer László. Titkárokká választották Pető Zoltánt, Horváth Szabolcsot, Benson Katalint. A szekció harmadik kongresszusát Pető Zoltán szervezte Szegeden, ez az összejövetel már nemzetközi jellegű volt, mert részt vettek azon külföldi vendégek is. 1979-ben a szekció pécsi kongresszusán már felmerült, hogy a szekció megnövekedett létszámára való tekintettel szükséges lenne a szervezeti keretek megváltoztatása.
A Pszichológiai Szekció átszervezésének számára kedvezően hatott az a körülmény, hogy időközben MIET-en belül Pertorini Rezső és Szinetár Ernő kezdeményezésére alakult egy Pszichoterápiás munkacsoport Hidas György vezetésével. E csoport pszichoterápiás hétvégéket szervezett, az elsőt Horváth Szabolcs rendezte Gyulán, itt mintegy 150-160 ember jött össze, s itt lehetett először szabadon beszélni a pszichoterápiáról, s annak módszereiről. A magyar pszichiátria alakulására nagy befolyással volt ez az esemény, az Országos Ideg- és Elmegyógyászati Intézetben Mérei Ferenc laboratóriumában is sokat beszéltek az első katartikus gyulai pszichoterápiás hétvégéről.

### A Társaság megalakulása
1979 végén Schultheisz Emil egészségügyi miniszter segítségével és igenjével megkezdődhetett a Magyar Pszichiátriai Társaság megalapítása, ehhez 50 aláírást kellett összegyűjteni. Végül 71 aláírás gyűlt össze főleg a SOTE, a János Kórház, a Kútvölgyi Kórház, a szegedi, pécsi orvostudományi egyetemek munkatársaitól. A MIET és a Magyar Orvostudományi Társaságok és Egyesületek Szövetsége (MOTESZ) ellenezte a Társaság létrejöttét. Juhász Pált sikerült megnyerni az ügynek, vállalta az elnökséget. 1980 májusára meghirdették az alakuló gyűlést az Orvos-Egészségügyi Dolgozók Szakszervezetének Szentkirályi utcai dísztermébe, a terem zsúfolásig megtelt. Áttekintő előadások hangzottak el a pszichiátria helyzetéről, a biológiai pszichiátriáról (Lipcsey Attila), a pszichoszociális helyzetről (Füredi János?), az epidemiológiáról (Simek Zsófia). Utána jött a vezetőség és az elnökség megválasztása.

### Juhász Pál elnöksége (1980. május – 1984. február)
Juhász Pál tág teret adott az önálló kezdeményezéseknek, az oktatási és publikálási lehetőségek megteremtésének, a Társaság tehát fejlődött, de számos akadály is jelentkezett, például a fennálló hatalmi viszonyok miatt nem rendezhették meg Budapesten a Pszichiátriai Világszövetség 1983-as kongresszusát, pedig a készség megvolt ehhez a Társaság tagjaiban. Végül az 1983-as kongresszust Bécsben rendezték meg, ahova Juhász Pált is meghívták, s Juhász Pál a hatalom nem tetszése közepette is elment oda, s vállalta az alelnöki funkciót.

### A konszolidáció időszaka (1985-1988)
Az adott társadalmi-politikai kereteken belül fejlődött a Társaság, újra felvették a kapcsolatot a Pszichiátriai Világszövetséggel, megindították jeles orgánumukat, a Psychiatria Hungarica (1-2. évf. 1986-87.-) című, napjainkban is élő színvonalas tudományos szakfolyóiratukat.

### A dezintegráció kezdete (1988-1989)
A társadalmi-politikai változásokkal egyidejűleg a pszichiátria számos területe önálló munkacsoportokba szerveződött, köztük 1989-ben A Magyar Pszichológiai Társaság és a Magyar Pszichiátriai Társaság javaslatára Individuálpszichológiai Munkacsoport működött a Magyar Individuálpszichológiai Egyesület 1991-es megalakulásáig.

### A pszichiátria 10 éve (1990-1999)
1989. február 25-én már a reintegráció jegyében választották meg elnöknek Füredi Jánost és főtitkárnak Csiszér Nórát. A Magyar Pszichiátriai Társaság az elkövetkező 10 évben egy rugalmas szervezeti formában, úgynevezett alegységekben működött területi és szakmai alapon. A szakmai alapú szerveződések akár önálló társulattá is szerveződhettek, köztük az 1990-es évek elején működött a Magyar Családterápiás, a Magyar Személyközpontú Pszichoterápiás, a Magyar Bálint Mihály Pszichoszomatikus Társaság, a Magyar Viselkedéstudományi és Kognitívterápiás, a Szociálpszichiátriai és a Fiatal Pszichiáterek Juhász Pál Egyesület, majd a Pszichohigiénés és a Biológiai-Pszichiátriai szekció alakult egyesületté. Kiadóként működött az Animula, s rendezvényszervezőként az Interpszicho Egyesület. A Pszichiátria Hungarica (P.H.) legkiválóbb szerzői számára különböző szakmai díjakat alapítottak, a Hollós István-díjat (kétévenként adományozzák a P. H. legjobb közleményéért) 1991-ben osztották ki először. 1992-től (kétévente) Goldschmidt Dénes-díjat adományoznak a legjobb pszichoterápiás esettanulmányra és a Schwartzer Ferenc-díjat (ötévenként) pszichiátriatörténeti munkára. Valamennyi pszichiátriai területi alegység és pszichiátriai egység vagy egyesület biztos szakmai háttere a Magyar Pszichiátriai Társaság.
A Magyar Pszichiátriai Társaság 1990 óta évente tart vándorgyűlést, amelyen számos szakmai előadás és hozzászólás hangzik el és szavaznak a Társaságot érintő közös ügyekben. Első vándorgyűlésüket Sopronban tartották 1990 őszén (november 8-10. közt), itteni fő témákból: A szimptómás pszichózisok korszerű diagnosztikája és terápiája; Az ötvözött kórképek elkülönítő kórismézése és nozológiai dilemmái; Problemológia és családterápia.
A Társaság második vándorgyűlését Kecskemétre szervezték (1991. november 7-9.), itteni fő témák: A pszichiátria határterületeinek kérdésköre, kompetenciája; A szorongás. 300 fő hallgatta az előadásokat, 100-nál több előadás hangzott el. Ekkor és itt tartotta alakuló közgyűlését a Magyar Pszichofarmakológiai Egyesület. A kiemelkedő teljesítményeket díjakkal jutalmazta az elnökség.
A Társaság harmadik vándorgyűlését 1992. november 5-7. közt tartották Lillafüreden, itteni fő témák: Terápiák stratégiája; Kényszertünet és kényszerbetegség; Testi tünetek megjelenése a pszichiátriai betegségekben. A Társaság díjazta Kiss-Vámosi József, Tringer László és Vas József munkásságát. Huszár Ilonát életművéért különdíjban részesítették.
A Társaság keretén belül 1992-ben is újabb egyesületek jöttek létre, a Magyar Szuicidiumprevenciós Társaság és a Magyar Rehabilitációs Egyesület. A Társaság titkársága és pénztára beköltözött az Országos Pszichiátriai és Neurológiai Intézet területén épült új épületbe, ahol megkezdték a tagok számítógépes nyilvántartását is.
1993. május 22-én megalakult a Kifejezés Pszichopatológiai és Művészeti Terápiás Szekció, mely 1992 júniusában Budapesten tartott Nemzetközi Kifejezéspatológiai Kollokvium nyomán szerveződött, a nemzetközi társaság (SIPE) hazai megfelelőjeként. Ugyancsak 1993-ban alakult meg a Dinamikus Pszichológiai és Pszichiátriai, a Magyar Foulkes-i Csoportanalitikus és a Mentálhigiénés Szakdolgozók Egyesülete. A Társaságból kilépett és függetlenné vált a Magyar Családterápiás Egyesület.
Az 1994-es év legnagyobb eseménye a Társaság február 23-26. közt megtartott III. Kongresszusa volt, a kongresszus helyszíne Budapesten a Magyar Honvédség Stefánia úti Művelődési Háza. Itteni fő témák: Új utak a betegellátásban; Az agy évtizede; Képzés, szakképzés, továbbképzés. E kongresszuson nagy szerepe volt a vitafórumoknak, a felkért referátumokon kívül 103 előadás, 19 poszter, 4 vitacsoport és egy video-bemutató vitájára került sor nagy érdeklődés, aktív részvétel közepette. A III. Kongresszus alkalmából megtartották a tisztújító küldöttközgyűlést is, melyen a leköszönő elnökség és vezetőség a beszámolt az 1989-1993 közti munka eredményeiről.
1994. november 4-8. közt nagysikerű Pszichiátriai Napokat rendeztek a HIETE Pszichiátriai Tanszéke és a Kelet-Magyarországi Tagozat rendezésében Lillafüreden, itteni fő témák: A pszichiátria kultúrája, a kultúra pszichiátriája és Az orvos, a beteg és a szorongás voltak.
1994-ben további egyesületek alakultak a Társaság keretein belül, az Integratív Pszichoterápiás, a Magyar Logoterápiás és az Obszesszív-Kompulzív Egyesület. Szerveződni kezdett két nemzetközi alegység is: a Magyar-Izraeli Pszichiátriai és a Magyar-Amerikai Pszichoterápiás Egyesületeké.
1995-ben Gerevich József lett a Psychiatria Hungarica felelős szerkesztője. Gerevich a korábbi színvonal megtartása mellett a nemzetközi módszertani szintet kívánta elérni.
A Társaság negyedik vándorgyűlése Győrben volt 1995. január 26-28. között, itteni fő témák: a Pszichofarmakológia – farmakopszichológia; A pszichiátriai és pszichoterápiás ellátás rendszereinek működése és finanszírozása, minőség biztosítás; A pszichiátriai betegek életminőségének alakulása. 1995-ben díjazottak: Hárdi István, Kopp Mária, Bagdy Emőke.
1996. február 28. és március 2. közti időpontra szervezték meg ötödik vándorgyűlésüket Gyulára, itteni főtémák: Szkizofréniák 1996; Lehetőségek a terápiák összehangolásában; A pszichiátria társadalmi megítélése. Az 1996. év díjait is itt osztották ki a hagyományoknak megfelelően, díjazottak: Császár Gyula, Bitter István, Füredi János, Rácz József, Pisztora Ferenc.
1996. május 24-25-én Francia - Magyar Pszichiátriai Találkozót tartottak Budapesten, itteni előadások témája: a finanszírozási reform hatása; a hazai biológiai pszichiátriai kutatások és a budapesti pszichoanalitikus iskola.
1996. augusztus 21-22-én Budapestre szervezték a X. Pszichiátriai Világkongresszus Szatellita Szimpóziumát Az öngyilkos magatartás témáról a jelenség teljes klinikai, biológiai és szociálpszichiátriai aspektusával egyetemben.
Az 1996. október 10-i Lelki Egészség Világnapja alkalmából találkozót rendeztek szakemberekkel, önsegítő csoportokkal és társadalmi szervekkel, előadásokat tartottak és kerekasztal beszélgetéseket.
1996. november 8-9-én Pszichiátriai Napokat tartottak Lillafüreden, itteni témák voltak: Pszichiátria és harmónia; Az orvos, a betege és az emésztés.
A Magyar Orvostársaságok és Egyesületek Szövetsége (MOTESZ) fennállásának 30. évfordulója alkalmából, 1996. december 12-14-én kerekasztal konferenciát tartottak, itteni téma: A pszichiátria részterületei és kapcsolatrendszere.
1996. október 3-4-én a Vas megyei Pszichiátriai Rehabilitációs Kórház fennállásának 40 éves évfordulója alkalmából rendezett tudományos ülést a Magyar Pszichiátriai Rehabilitációs Egyesület és a Nyugat-Magyarországi Tagozat.
1997. február 19-22. között tartotta a Társaság hatodik vándorgyűlését Siófokon, itteni témák: Pszichoterápia a pszichiátriában; Szorongásos kórképek; A pszichiátria szerepe a társadalomban (ellátás és ellátatlanság). A 800 fő résztvevő 150 előadáson és 14 szimpóziumon vehetett részt, s 40 poszter került kiállításra. Ez alkalomból díjazásban részesültek: Szilárd János, Zonda Tamás, Koltai Mária, Kelemen Gábor és Magasi Ilona. Az egyidejűleg tartott küldöttgyűlés résztvevői szavazatukkal Bitter István elnökségét és Harmatta János főtitkárságát erősítették meg.
A Népjóléti miniszter módszertani levél készítésére kérte fel a Társaságot, a pszichiátriai szociális otthonokban folyó ápolásról. E végett Horváth Szabolcs vezetésével bizottság alakult, a Psychiatria Hungarica MEDLINE-ben való regisztrációjához kért támogatást.
Az Ifjú Pszichiáterek Juhász Pál Fóruma 1997. június 6-7-én tartott konferenciát a győri kórházban, éves rendezvényeikhez továbbra is otthont kaptak a győri kórházban Ostorharics H. György főorvos engedélyével.
1997. szeptember 20-án az Országos Pszichiátriai és Neurológiai Intézet (OPNI) és a Társaság közösen rendezett tudományos emlékülést néhai Pertorini Rezső születésének 70. évfordulója tiszteletére.
1997. november 7-8-án megrendezték a Lillafüredi Pszichiátriai Napokat, ezúttal a következő témák szerepeltek: Az orvos, a beteg és a nő; Pszichiátria és tánc.
Az 1997. évben alakult meg a Magyar Pszichiátriai Gondozók Regionális Egyesülete.
1998. január 28-31. közt került sor a Társaság negyedik nemzeti kongresszusára Budapesten, itteni fő téma: A pszichiátriai betegségek népegészségügyi jelentősége. A kongresszuson mintegy 1300 fő vett részt, 270 előadást tartottak, 11 szimpóziumot szerveztek gyógyszerterápiás célzattal és 40 fő szerepelt poszterrel. A kongresszus a Magyar Filmintézettel közösen filmhetet is rendezett a pszichiátria népszerűsítésére.
1998. május 7-9. közt tartották a Magyar-Izraeli Találkozót.
1998. november 6-7-re szervezték meg a Lillafüredi Pszichiátriai Napokat, itteni témák: Pszichiátria és képzőművészet; Az orvos, a beteg és a pszichózis.
A Társaság Tájékoztató című belső kiadványát 1999-től Társasági Hírek címmel jelentette meg, de változatlanul Kecskés István szerkesztésében.
A Társaság hetedik vándorgyűlését 1999. január 27-30. közt tartotta Debrecenben, itteni fő témák: Új területek a pszichiátriában: képalkotó eljárások, genetika, gazdaságosság; Pszichiáter és társszakmák együttműködése a pszichoterápiában. A vándorgyűlésen mintegy 1300 fő vett részt. Ezúttal is díjazták a legjobb teljesítményeket, kitüntetésben részesültek: Kuncz Elemér, Hárdi István, Tury Ferenc.
A Társaság elnöksége 1999. április 1-jei ülésén elemezte a hetedik vándorgyűlés tapasztalatait, egyben a Társaság fennállásának 20. évfordulója alkalmából kiadványokat (például Jubileumi Évkönyv szerkesztése), ünnepségeket tervezett.
A Társaság 1999. május 4-i vezetőségi ülésén döntött arról, hogy a nagyszámú résztvevőre való tekintettel 2000-ben Győrben tartja soron következő nyolcadik vándorgyűlését. További állásfoglalás a szcientológia-ügyben született, melynek értelmében kapcsolatba lépnek a Pszichiátriai Érdekvédelmi Fórummal a közös álláspont kialakítására, a betegek és hozzátartozóik érdekében, s e mellett a hivatalos állami szervekkel is felveszik a kapcsolatot.
1999. októberben rendezvényt szerveztek a Lelki Egészség Világnapjára, novemberben pedig megtartották a hagyományos Lillafüredi Pszichiátriai Napokat.
Az 1990-es évek elején indult meg a Pszichoterápia című szakfolyóirat Buda Béla, majd Szőnyi Gábor szerkesztésében az Animula kiadásában, 1993-tól kezdve negyedévenként, majd kéthavonta jelenik meg mind a mai napig.

### A pszichiátria az ezredforduló után
A pszichiátriai szakmai képzés, továbbképzés, a szakmai nemzetközi kapcsolatok tovább fejlődtek, a Társaság folytatta vándorgyűléseinek, kongresszusainak szervezését, híreinek, szakfolyóiratainak közreadását (2009-ben indították a Lélekemelő című pszichiátriai magazint.). A 2000-es években villámcsapásként érte a pszichiátriai szakmát és a pszichiátriai gondozottak hozzátartozóit, s a szélesebb közvéleményt is az Országos Pszichiátriai és Neurológiai Intézet (OPNI) bezárása (2007).
2011. január 26-29-én került sor a Társaság tizenhatodik vándorgyűlésére Sopronban, az itteni fő témák: civilizáció, lélek, agykutatás.
2012. január 25-28-án Debrecenben tartották a tizenhetedik vándorgyűlést, melynek fő témái: test, lélek, család, közösség és a fejlődő pszichiátria határai.
2013. január 23-26-án Győrbe szervezte a Társaság a tizennyolcadik vándorgyűlést, téma: A határtalan elme korlátai.
2014. január 22-25-én Budapesten tartotta VIII. Nemzeti Kongresszusát a Társaság, téma: Ép lélekben ép test / Corpus sanum in mente sana.
2014. június 26-29-én a Jakab Antal Tanulmányi ház konferencia-központjában (Csíkszereda-Csíksomlyó) sor kerül a Román Pszichiátriai és Pszichoterápiás Társaság, a Magyar Pszichiátriai Társaság és a Cry for Help alapítvány szervezésében a VII. Nemzetközi Román-Magyar Pszichiátriai Konferenciára és a VIII. Országos Romániai Pszichiátria Szimpóziumra.